# Ibne Haucal

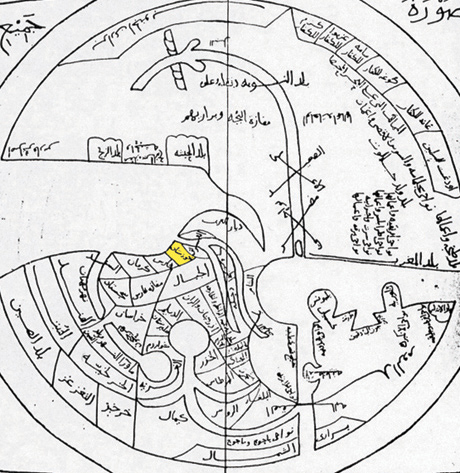
Mapa-múndi do século X, por ibne Haucal

Maomé Abu Alcacim ibne Haucal (em grego: محمد أبو القاسم بن حوقل; romaniz.: Muḥammad Abū’l-Qāsim Ibn Ḥauqal; n. Nísibis; fl. 943-969), bem conhecido apenas como ibne Haucal, foi um escritor, geógrafo e cronista muçulmano do século X. Sua magnum opus, escrita em 977, chama-se "A Imagem da Terra" (em árabe: صورة الارض; romaniz.: Ṣūrat al-’Arḍ). O pouco que se conhece da sua vida é extrapolado do seu livro, que é uma revisão e extensão de Masālik ul-Mamālik, de Abu Ixaque (escrito em 951) que, por sua vez, era uma edição revista do Ṣuwar al-aqālīm de Albalqui (Abu Zayd Ahmed ibn Sahl Balkhi), escrito por volta de 921.
Ibne Haucal era, claramente, mais do que um autor; era um viajante que passou grande parte da sua vida escrevendo sobre as regiões que visitara e as coisas que tinha visto. Passou os últimos trinta anos da sua vida em expedições em partes remotas da Ásia e de África. Uma das suas viagens levou-o a cerca de 20º a sul do Equador, ao largo da costa africana. Uma das coisas que notou foi que havia um grande número de população em áreas que os Gregos Antigos, com base na lógica e não na experiência, afirmaram ser inabitáveis (devido à crença de que a Terra era plana).
As suas descrições eram precisas e bastante úteis aos viajantes. O Ṣūrat al-’Arḍ incluía uma descrição detalhada de Espanha e Portugal, então dominadas pelos Muçulmanos, (Ibne Haucal deixa-nos uma descrição de Almada, onde se verifica "o fenómeno das marés"), Itália e, particularmente, Sicília.
Mencionada também é a "Terra dos Romanos", o termo usado pelos comunidade muçulmana para se referir ao Império Bizantino. Nele, entre outras coisas, ibne Haucal testemunha as trezentas e sessenta linguagens faladas no Cáucaso (sendo a persa e a Azeri as Língua Franca). Transmite-nos também uma descrição de Quieve e menciona ter publicado um mapa cartográfico de Sinde, detalhando a geografia e cultura da região.